# Ubangi
Ubangi ili Oubangui je velika rijeka u Africi, najveća desna pritoka rijeke Kongo duga 1 060 km, odnosno 2 250, ako se računa izvor rijeke Uele koja zajedno s Mbomou formira Ubangi. 

## Zemljopisne karakteristike
Ubangi nastaje sutokom rijeka Mbomou i Uele kod grada Yakoma u Demokratskoj Republici Kongo blizu granice sa Srednjoafričkom Republikomna nadmorskoj visini od 395 m. Od tu teče pravolinijski prema zapadu i Banguiju nekih 560 km. Nešto prije nego što stigne do njega, pravi veliki luk i zavija prema jugu.
U tom dijelu formira granicu između Demokratske Republike Kongo i Republike Kongo. Prosječni protok kod Banguija procijenjen je na 4 280 kubičnih metara u sekundi. Za visokog vodostaja od svibnja do prosinca, protok može premašiti i 14 000 kubičnih metara, dok je za niskog vodostaja (veljače - travnja) padne na 1000 kubičnih metara.
U svom gornjem toku Ubangi  se dijeli na brojne rukavce, i tako formira brojne izdužene riječne otoke, ali istovremeno na pojedinim dijelovima teče kroz kanjone i stvara brzace, kao što su oni kod grada Bangui. Rijeka se mijenja kad uđe u bazen Konga, tad ima široko korito, s brojnim pješčanim sprudovima, ali su mu pritoke i nadalje planinski brzaci. To je kraj ravnih, močvarnih dolina,  prekriven gustom ekvatorijalnom prašumom, u kom je velik dio regije koji leži sjeveroistočno i jugozapadno od rijeke Sangha trajno poplavljen.
Ubangi uvire u Kongo kod sela Irebu, točno preko puta Kanala Irebu, preko kojeg otječu vode plitkog, močvarnog jezera Tumba u rijeku Kongo. Za vrijeme visokog vodostaja (od kraja travnja do kraja lipnja) vode Konga odbacuju Ubangi uzvodno. 
Ubangi ima porječje veliko oko 772 800 km², koje se proteže preko juga Srednjoafričke Republike i zapada Demokratske Republike Kongo. 
Ubangi je odavno prometna žila kucavica Srednjoafričke Republike,  stanje mu je poboljšano nakon pročišćavanja korita, pa sad po njemu mogu ploviti šleperi do 600 tona sve do Banguija.

## Povijest istraživanja rijeke
Tok rijeke prvi je istražio njemački botaničar Georg Schweinfurth - 1870., a nakon njega i ruski istraživač (njemačkog porijekla Wilhelm Junker 1882. – 1883., koji je utvrdio da rijeka pripada slivu rijeke Kongo.

## Povezane stranice
- Popis najdužih rijeka na svijetu

## Vanjske poveznice
- Ubangi River na portalu Encyclopædia Britannica (engl.)